# Kenta Nishigata
Kenta Nishigata –en japonés, 西潟 健太, Nishigata Kenta– (23 de septiembre de 1987) es un deportista japonés que compitió en judo. Ganó una medalla de bronce en el Campeonato Asiático de Judo de 2015 en la categoría de +100 kg.

## Palmarés internacional
| Campeonato Asiático | Campeonato Asiático | Campeonato Asiático | Campeonato Asiático |
| Año                 | Lugar               | Medalla             | Categoría           |
| ------------------- | ------------------- | ------------------- | ------------------- |
| 2015                | Kuwait (Kuwait)     | Medalla de bronce   | +100 kg             |